# گوریتسا (استان بورگاس)
گوریتسا (به بلغاری: Goritsa) یک منطقهٔ مسکونی در بلغارستان است که در پوموریه واقع شده‌است.